# Христо Пармаков
Христо (Дуле) З. Пармаков е български революционер, деец на Вътрешната македоно-одринска революционна организация.

## Биография
Христо Пармаков е роден на 21 декември 1879 година в град Охрид, тогава в Османската империя. Баща му е участник в българското църковно движение за независима църква, но е убит на улицата от турчин. Подпомогнат от съпруга на сестра си А. Групчев завършва четвърти клас в българската мъжка гимназия в Солун, след което заминава за София по здравословни причини. Присъединява се към ВМОРО и през 1900 година се прибира в Охрид, където се заема с революционна дейност. През май 1903 година минава в нелегалност и е назначен от Охридското горско началство за главен домакин на хранителните складове. На 31 август участва в сражение при Марково долче, където турска граната го убива. След 6 дни тялото му е открито и погребано с почести. С него загива Андон Узунов и цялата чета на Аргир Маринов.